# Arrogant-Klasse (1896)
Die Arrogant-Klasse war eine Klasse von vier Geschützten Kreuzern der Royal Navy, die ab 1895 auf verschiedenen Marinewerften gebaut wurden. Die vier Kreuzer waren die erste Klasse der Royal Navy, die vollständig mit Wasserrohrkesseln ausgestattet waren. Sie sollten mit der Flotte eingesetzt werden und außer Gefecht gesetzte Schiffe ggf. durch einen Rammstoß endgültig versenken. Sie erhielten daher einen verstärkten Bug mit Rammsteven und einen besonders gepanzerten Kommandostand.
Die Gladiator ging 1908 durch eine Kollision im Solent verloren. Bei Ausbruch des Ersten Weltkrieges leistete von den drei verbliebenen Kreuzern der Arrogant-Klasse nur noch die Vindictive aktiven Dienst im 9. Kreuzergeschwader im Atlantik. Sie wurde am 10. Mai 1918 beim 2. Angriff auf Ostende als Blockschiff versenkt. Die Arrogant und  die Forte ex Furious überlebten den Krieg als Wohnschiffe und wurden 1923 zum Abbruch verkauft.

## Baugeschichte
Die vier Kreuzer der Arrogant-Klasse wurden wie die vorangehende Eclipse-Klasse im Rahmen des Spencer Naval Programme von 1893 bestellt, das das britische Flottengesetz von 1889 fortschrieb. Sie sollten mit der Flotte eingesetzt werden und außer Gefecht gesetzte Schiffe gegebenenfalls durch einen Rammstoß endgültig versenken. Sie sollten daher eine erhöhte Manövrierfähigkeit erhalten, was durch die geringe Länge und den Einbau von zwei Rudern erreicht werden sollte. Wegen ihrer besonderen Aufgabe erhielten sie einen verstärkten Bug mit Rammsteven und einen besonders gepanzerten Kommandostand.
Weiter wurde an einer Batterie aus gemischten Kalibern festgehalten, wobei jetzt vier 6-Zoll-L/40-Armstrong-Schnellfeuergeschütze eingebaut wurden. Zu dem Buggeschütz und dem Heckgeschütz kamen vorn je zwei Geschütze in Kasematten, die sich am Bug- und am Breitseitfeuer beteiligen konnten.
Ab 1903 wurden die vier Kreuzer mit zehn modernen 6-Zoll-L/45-Mk.VII-Geschützen anstelle der gemischten Batterie aus 6-Zoll- und 4,7-Zoll-Geschützen ausgerüstet.
Die leichten Waffen befanden sich zwischen der Seitenbatterie, im Bereich der Kommandostände, in den anfangs vorhandenen Gefechtsmarsen und in Kasematten nahe dem Bug und Heck.
Die vier Kreuzer der Arrogant-Klasse waren die erste Klasse, in der auf allen Schiffen Wasserrohrkessel vom Typ Belleville eingebaut wurden. In drei Kesselräumen standen je sechs Kessel und über ihnen drei Schornsteinen, wie auf den folgenden geschützten Kreuzern der Highflyer-, Challenger- und Topaze-Klasse.

## Einsatzgeschichte
Die Kiellegung der vier von Staatswerften zu fertigen Kreuzer erfolgte zwischen 1895 und 1896 und die Arrogant lief am 26. Mai 1896 als erstes Schiff der Klasse in Devonport vom Stapel. Als letztes Schiff der Klasse kam die Vindictive am 4. Juli 1900 in Dienst. Die Kreuzer dienten in den Flottenverbänden der Navy im Atlantik und im Mittelmeer. Wie andere Kreuzer auch waren sie Gegenstand des Streites um die Ausrüstung der Flotte mit Wasserrohrkesseln, da auch sie zum Teil Probleme mit dem neuen Kesseltyp hatten. So kam es auf der Furious mehrfach zu Problemen, so 1902 zu einem Maschinenausfall bei einem Hochgeschwindigkeitstest.

### Vorkriegseinsätze
Die Kreuzer der Arrogant-Klasse dienten zur Unterstützung der Schlachtgeschwader der Royal Navy. Die in Dienst kommenden Kreuzer kamen zum Kanalgeschwader (Channel Squadron). Die Einsatzfähigkeit der neuen Kreuzer ließ jedoch zu wünschen übrig. Die Arrogant fiel 1899 bei den Herbstmanövern der Flotte wegen Antriebsproblemen vorzeitig aus und musste nach Devonport zur Reparatur entlassen werden. HMS Furious, der zweite Kreuzer der Klasse, wurde Ende 1899 vom Kanalgeschwader abgestellt, um Transporte zum Südafrikanischen Kriegsschauplatz zwischen Gibraltar und Kapstadt zu sichern. Tatsächlich traf sie am 8. Dezember in Las Palmas mit nicht mehr einsatzfähiger Antriebsanlage ein. Dort wurde der Kreuzer für zwei Monate aufgelegt, in denen die Ingenieure des Schiffes die Antriebsanlage zu reparieren suchten. Es war in dieser in keiner Weise einsatzfähig, noch konnte es nach England zurückkehren. Der Rest der Besatzung half in dieser Zeit Schiffen auf dem Weg nach Südafrika bei der Übernahmen von Kohlen, Wasser und Vorräten. Anfang Februar 1900 traf dann die reparierte Arrogant in Las Palmas ein und übernahm die Sicherungsaufgaben auf dem Weg nach Südafrika, während die notreparierte Furious mit ihr nur möglicher geringer Geschwindigkeit in die Heimat zurückkehrte und im Chatham Dockyard repariert wurde.
1904 waren die Arrogant und die Gladiator beim Linienschiffsgeschwader der Mediterranean Fleet im Einsatz. Die Arrogant kam dann zur Atlantic Fleet mit Hauptstützpunkt Gibraltar, wo sie im Juni 1906 mit den Kreuzern Amethyst und Diamond deren Schlachtgeschwader zugeordnet war. Zur gleichen Zeit waren die Gladiator in Portsmouth und die Vindictive in Sheerness in der Reserve, während die Furious der Marineschule in Portsmouth zugeteilt war.
Im Oktober 1907 barg ein Kutter der Arrogant von der an der irischen Westküste bei Sarsfield Point nahe Quilty, County Clare, am 1. Oktober aufgelaufenen französische Bark  „Leon XIII.“  den Kapitän und die letzten neun Mann, nachdem vorher irische Fischer schon einen Teil der Besatzung geborgen hatten.

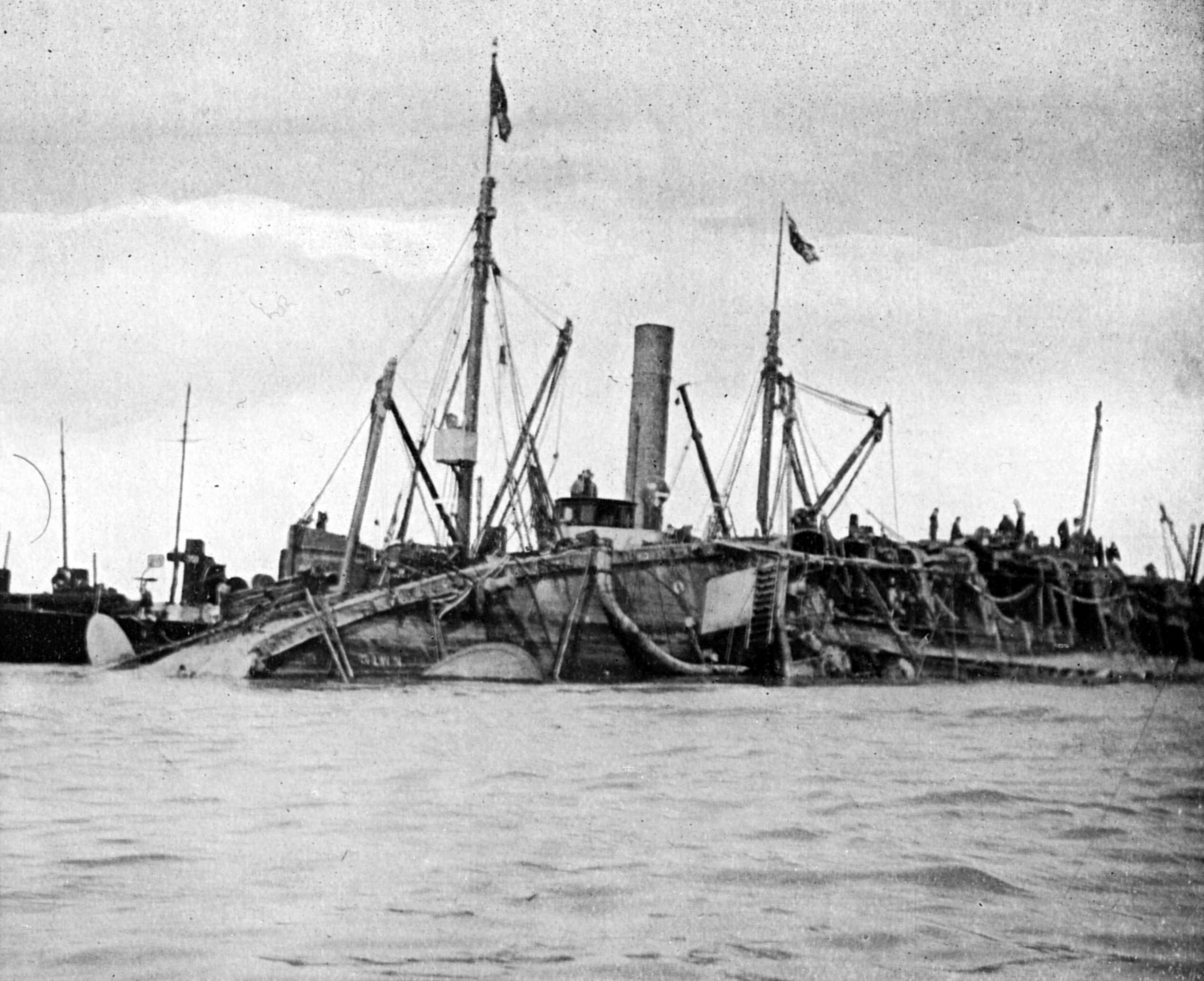
Die Bergung der Gladiator

Die Gladiator sank am 24. April 1908 nach Kollision mit dem amerikanischen Passagierschiff Saint Paul (1895, 11629 BRT, International Navigation Company) im Solent. Der Kreuzer befand sich mit einer verringerten Besatzung auf der Überführung von Plymouth nach Chatham und lief in einem Schneesturm in den Solent ein. Der Kommandant bewertete das von der mit 13 Knoten auslaufenden Saint Paul signalisierte Ausweichmanöver falsch, wich zur falschen Seite aus und lief damit der Saint Paul vor den Bug, die den Kreuzer hinter den Maschinenräumen traf und in ihn ein großes Loch riss. Der Gladiator gelangt es noch fast auf den Strand von Wight zu laufen, ehe sie zur Seite kenterte und liegen blieb. Obwohl nur etwas über 200 m von der Küste liegend, kamen 28 Mann ums Leben.

Bis zum Oktober des Jahres gelang es den Kreuzer zu heben und nach Portsmouth einzubringen. Eine Reparatur erwies sich als nicht mehr sinnvoll und das Wrack wurde zum Abbruch in die Niederlande verkauft.
Im Juni 1911 schied die Arrogant aus dem aktiven Flottendienst aus und wurde Depotschiff für die in Dover stationierten Unterseeboote. 1913 wurde dann auch die Furious aufgelegt.

### Kriegseinsatz
Die aufgelegte Furious kam 1915 als Wohnschiff unter dem Namen Forte bei der Torpedoschule in Portsmouth wieder zum Einsatz.
Die Arrogant verblieb während des Krieges stationär in Dover. Seit Juni 1911 Depotschiff für Unterseeboote, wurde sie 1915 das stationäre Flaggschiff der Dover Patrol.
Nur die Vindictive wurde bei Kriegsbeginn aktiviert und bildete mit den Kreuzern Europa, Amphitrite, Argonaut, Highflyer und Challenger das neu aufgestellte 9. Kreuzergeschwader unter Konteradmiral John de Robeck,  das nach Gibraltar verlegen und den Atlantik vor der iberischen Halbinsel und Nordafrika kontrollieren sollte. Am 4. August verließ de Robeck mit den zuerst einsatzbereiten Vindictive (als Flaggschiff) und Highflyer Plymouth. Schon auf dem Anmarsch nach Gibraltar wurden zahlreiche Schiffe kontrolliert und zum Teil auch beschlagnahmt. Amphitrite und Argonaut folgten später und zuletzt auch Europa und Challenger.
Im November 1914 erhielt die Vindictive eine starke Funkanlage und wurde nach Ascension geschickt, um Funksignale zu wiederholen und den Kontakt der Admiralität zum gegen das deutsche Ostasiengeschwader unter Spee entsandten Schlachtkreuzergeschwader unter Sturdee sicherzustellen. Nach Vernichtung des deutschen Geschwaders verlegte die Vindictive zur südamerikanischen Küste und übernahm im Februar 1915 die Aufgabe des Wachschiffes an der britischen Kohlenstation bei Abrolhos vom Linienschiff Canopus. Am 22. Februar wurde sie sogar Flaggschiff des Admirals Archibald P. Stoddart, als die Carnarvon auflief und repariert werden musste. Als im Frühjahr 1916 der deutsche Hilfskreuzer Möve den Handelsverkehr störte und bis vor die südamerikanische Küste vordrang, war die alte Vindictive der einzige Kreuzer auf der Station, da der Stationskreuzer Glasgow überholt wurde. Unterstützt wurde sie in ihren Sicherungsaufgaben von den Hilfskreuzern Macedonia und Orama. 1917 wurde die Vindictive dann im Weißen Meer eingesetzt, um die Versorgungsfahrten nach Russland zu sichern.
1918 wurde der alte Kreuzer dann in Chatham für die Angriffe auf die deutschen Stützpunkte in Flandern zum Angriffsschiff auf den Hafen von Zeebrügge hergerichtet und umbewaffnet. Sie sollte die deutschen Geschütze im Hafengebiet ausschalten und 200 Marines an Land setzen. Der Angriff am 23. April kostete viele Opfer, war aber wenig erfolgreich, da die Vindictive nicht an die geplante Stelle kam. Schwerbeschädigt kehrte sie zurück und wurde beim 2. Angriff auf Ostende am 9. Mai dann als Blockschiff eingesetzt. Die 54-köpfige Besatzung bestand aus Freiwilligen der beim ersten Angriff eingesetzten Brilliant. Dieser Angriff kostete weniger Opfer, aber erneut lief nicht alles nach Plan ab und die Nutzung des Stützpunktes war nur behindert.

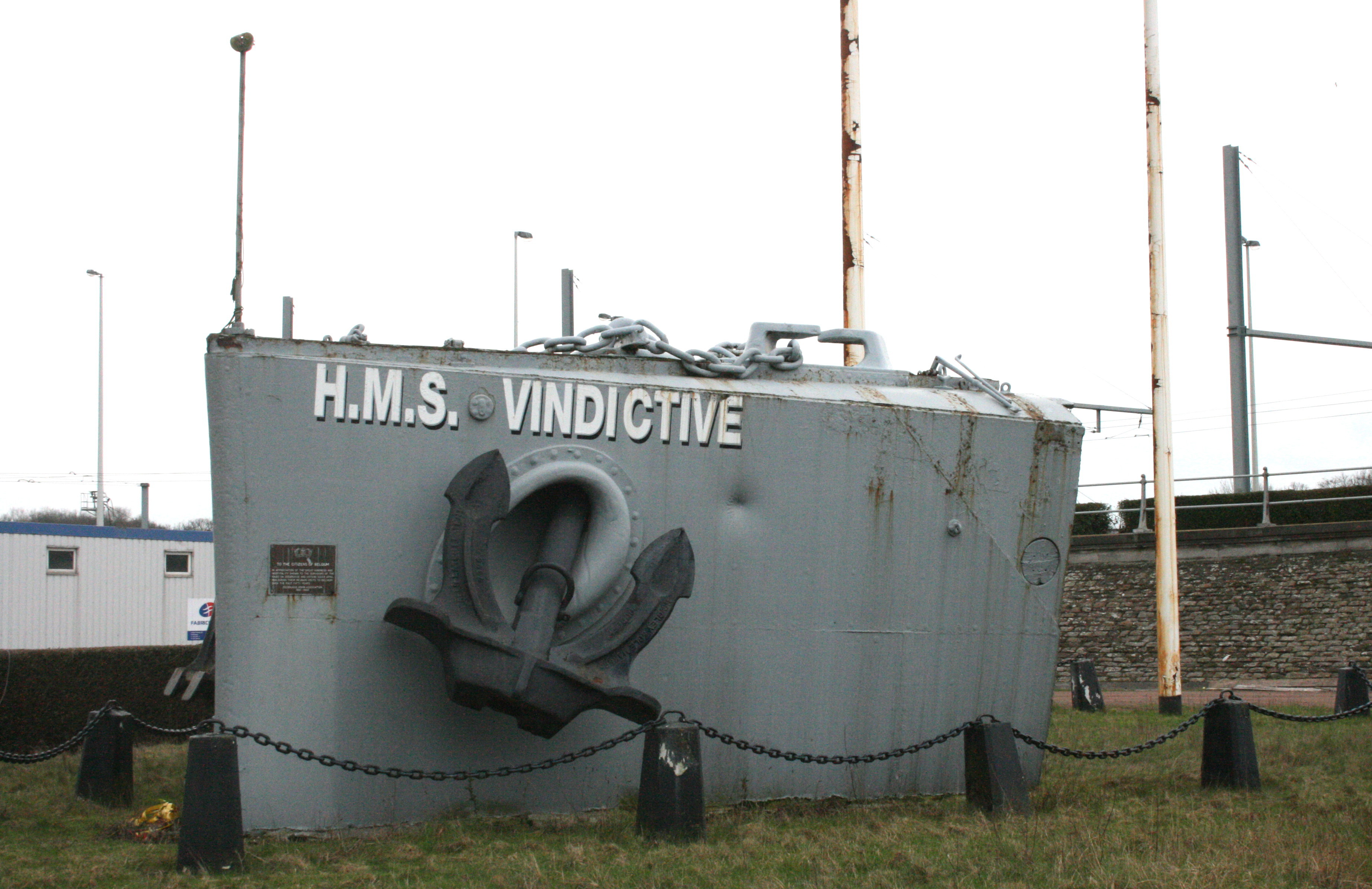
Das Denkmal für die Vindictive in Ostende

#### Endschicksale
Die in Ostende als Blockschiff versenkte Vindictive wurde im April 1920 gehoben. Ein Teil ihres Bugs wurde im Hafen als Denkmal aufgestellt und der Rest des Kreuzers verschrottet.
Ihr Name wurde von dem als Flugzeugträger fertiggestellten Kreuzer Cavendish der Hawkins-Klasse fortgeführt, der im Juni 1918 in Vindictive vor Fertigstellung umbenannt worden war. Das Schiff wurde schon 1924 wieder zum Kreuzer zurückgebaut und diente ab 1937 als Schulschiff.
Die beiden als Wohnschiffe den Krieg überlebenden Kreuzer Arrogant und Forte ex Furious wurden 1923 zum Abbruch verkauft. Die Namensgeberin der Klasse, HMS Arrogant, wurde als letzter Kreuzer der Klasse bei Hughes Bolckow in Blyth verschrottet.

## Verbleib der Kreuzer
| Name       | Werft          | Kiellegung  | Stapellauf        | Fertigstellung | Schicksal |
| ---------- | -------------- | ----------- | ----------------- | -------------- | --- |
| Arrogant   | Devonport RDY  | Juni 1895   | 26. Mai 1896      | 1898           | U-Boot-Depotschiff in Dover, 1915 Basis der Dover Patrol, 1923 zum Abbruch                                              |
| Furious    | Devonport RDY  | Juni 1895   | 3. Dezember 1896  | Juli 1898      | In Reserve, Juni 1915 als Wohnschiff Forte nach Portsmouth, 1923 zum Abbruch                                            |
| Gladiator  | Portsmouth RDY | Januar 1896 | 18. Dezember 1896 | April 1899     | am 24. April 1908 nach Kollision mit der SS Saint Paul im Solent gesunken, 28 Tote                                      |
| Vindictive | Chatham RDY    | Januar 1896 | 9. Dezember 1897  | 4. Juli 1900   | mit der 9th CS in den Atlantik, 1915 Südamerika, 1916 Weißes Meer, am 10. Mai 1918 vor Ostende als Blockschiff versenkt |